# West-Thürings voetbalkampioenschap 1932/33
In 1932/33 werd het zeventiende voetbalkampioenschap van West-Thüringen gespeeld, dat georganiseerd werd door de Midden-Duitse voetbalbond. 
SpVgg Gelb-Rot Meiningen werd kampioen en plaatste zich voor de Midden-Duitse eindronde. De club verloor met 5:1 van Erfurter SC 1895. 
Na dit seizoen kwam de Nationaalsocialistische Duitse Arbeiderspartij aan de macht en werd de competitie grondig geherstructureerd. De overkoepelende voetbalbonden werden afgeschaft en ruimden plaats voor 16 Gauliga's. De kampioen van West-Thüringen werd te licht bevonden voor de Gauliga Mitte en werd niet geselecteerd. Geen van de clubs zou er ook in slagen om later te promoveren naar de Gauliga. De top twee plaatste zich voor de Bezirksklasse Thüringen, die nu de tweede klasse werd. De overige clubs bleven in de West-Thüringse competitie die als Kreisklasse Westthüringen nu de derde klasse werd.

## Gauliga
| Plaats | Club                          | Wed. | W  | G | V  | Saldo | Ptn.  |
| ------ | ----------------------------- | ---- | -- | - | -- | ----- | ----- |
| 1.     | SpVgg Gelb-Rot Meiningen      | 17   | 11 | 4 | 2  | 58:32 | 26:8  |
| 2.     | SpVgg Zella-Mehlis 06         | 18   | 9  | 3 | 6  | 50:32 | 21:15 |
| 3.     | SC Wasungen 08                | 18   | 10 | 1 | 7  | 39:22 | 21:15 |
| 4.     | SV 1904 Schmalkalden          | 18   | 8  | 5 | 5  | 40:35 | 21:15 |
| 5.     | SV Union Zella-Mehlis         | 17   | 7  | 5 | 5  | 34:33 | 19:15 |
| 6.     | SV Wacker 04 Bad Salzungen    | 18   | 8  | 3 | 7  | 38:39 | 19:17 |
| 7.     | FC Barchfeld an der Werra     | 18   | 4  | 7 | 7  | 31:42 | 15:21 |
| 8.     | TuS Steinbach-Hallenberg      | 18   | 5  | 4 | 9  | 43:68 | 14:22 |
| 9.     | SpVgg Breitingen an der Werra | 18   | 4  | 5 | 9  | 31:42 | 13:23 |
| 10.    | VfB 1919 Vacha                | 18   | 4  | 1 | 13 | 31:50 | 9:27  |

|  | Kampioen, geplaatst voor Midden-Duitse eindronde en Bezirksklasse Thüringen 1933/34 |
|  | Geplaatst voor Bezirksklasse Thüringen 1933/34                                      |
|  | Degradatie naar Kreisklasse Westthüringen 1933/34                                   |